# Волас (Индијана)
Волас (енгл. Wallace) град је у америчкој савезној држави Индијана.

## Демографија
По попису из 2010. године број становника је 105, што је 5 (5,0%) становника више него 2000. године.
| Група             | 2000.        | 2010.        |
| Белци             | 100 (100,0%) | 105 (100,0%) |
| Афроамериканци    | 0 (0,0%)     | 0 (0,0%)     |
| Азијати           | 0 (0,0%)     | 0 (0,0%)     |
| Хиспаноамериканци | 0 (0,0%)     | 0 (0,0%)     |
| Укупно            | 100          | 105          |